# Fořt

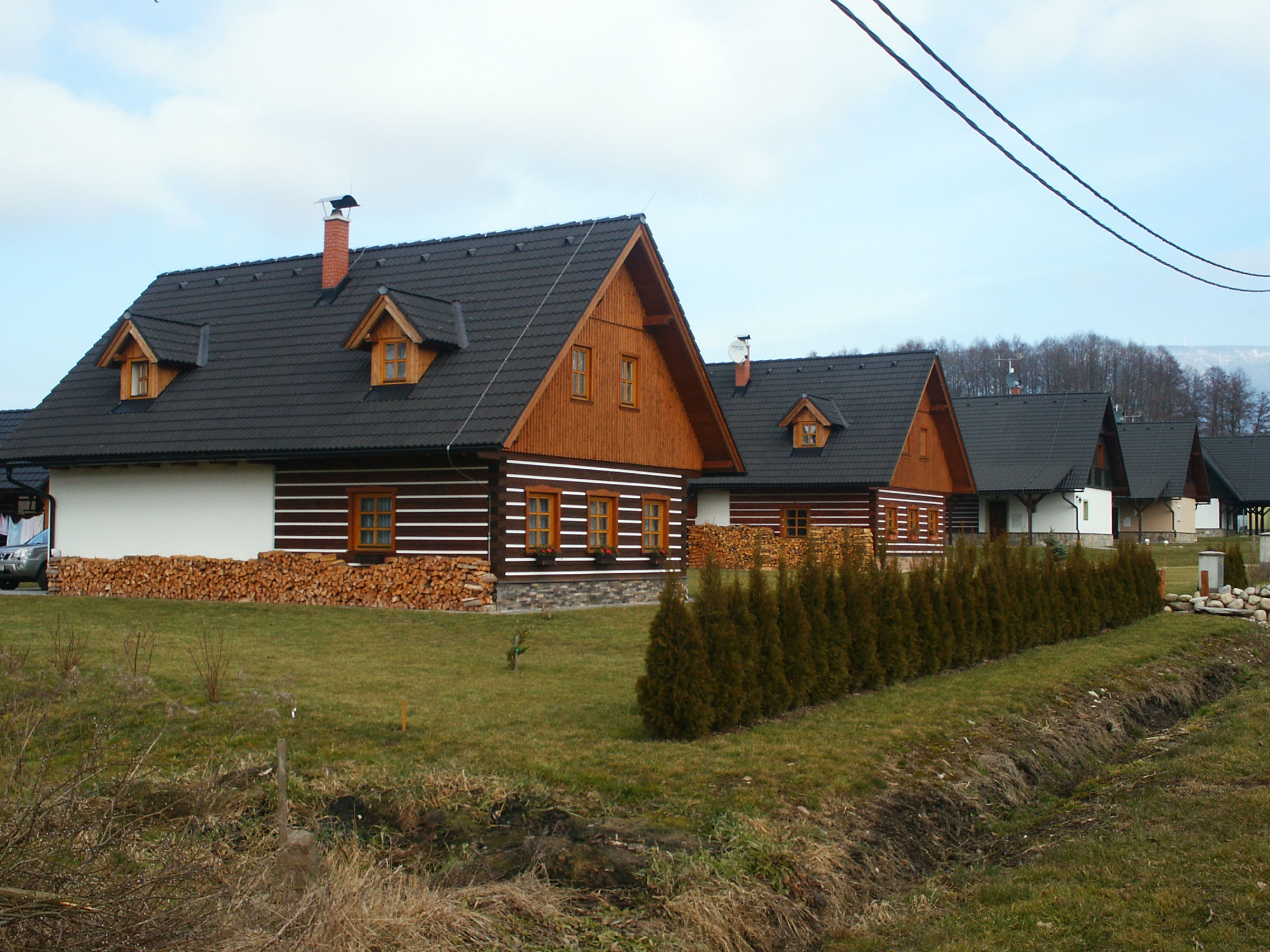
Ferienhäuser in Fořt

Fořt (deutsch Forst) ist ein Ortsteil der Minderstadt Černý Důl in Tschechien. Er liegt sechs Kilometer südöstlich von Vrchlabí und gehört zum Okres Trutnov.

## Geographie
Fořt befindet sich im Riesengebirgsvorland in der breiten Talmulde der Čistá (Silberbach). Nordöstlich erhebt sich der Spálov (506 m), im Südosten die Pastvina (502 m), südwestlich der Čihadlo (Koppen, 525 m) und im Westen die Malá Sněžka (499 m). Gegen Nordwesten erstreckt sich der Wald Ovčí les, südöstlich der Forstwald.
Nachbarorte sind Kovársko, Slunečná Čistá und Čistá v Krkonoších im Norden, Bolkov im Nordosten, Rudník im Osten, Lázně Fořt und Terezín im Südosten, Prosečné im Süden, Malý Lánov im Südwesten, Dolní Lánov im Westen sowie Prostřední Lánov im Nordwesten.

## Geschichte
Die erste schriftliche Nachricht von fforsst und dem gleichnamigen Bannwald stammt von 1507. Im Jahre 1590 wurde das Dorf als Forsst und 1595 als Forscht bezeichnet. Das Gut befand sich innerhalb der Ländereien der Grafen von Waldstein. Um 1600 erfolgte der Bau der protestantischen Kirche, die 1606 gegossene Glocke trägt die Namen von Friedrich von Zezima und seiner Frau Elisabeth Zezimin von Borsianowsky. Erster urkundlich überlieferter Besitzer des mit dem Allodialgut Studenetz vereinigten Lehngutes Forscht war Hans Christian von Waldstein auf Arnau und Rochow, der 1607 das Dorf Lauterwasser von der Pfarre Hermannseifen abtrennen und der neuen Pfarrkirche Forscht zuweisen ließ. Ab 1670 wurde die Pfarre Forst katholisch. Nachfolgende Grundherren waren u. a. ab 1679 Wilhelm Maximilian von Waldstein sowie ab 1699 Friedrich Leopold Kotullinsky von Kotulin und Křistkowitz und dessen Frau Elisabeth Ludmilla von Waldstein. Seit dem 18. Jahrhundert war die Existenz einer Schwefelquelle im Forstwald zwischen Forst, Proschwitz und Hermannseifen bekannt. Nachdem der Quelle wundertätige Eigenschaften nachgesagt wurden, ließ der Besitzer des Lehngutes, Ignaz Dominik Chorinsky von Ledska, im Jahre 1754 dort eine Marienkapelle und später ein hölzernes Badehaus errichten, das verpachtet wurde. 1794 verkaufte Chorinsky den Besitz an Wenzel Berger von Bergenthal, den später sein Sohn Ignaz beerbte. In der ersten Hälfte des 19. Jahrhunderts entwickelte sich das Forstbad zu einem beliebten Ausflugsziel. Haupterwerbsquelle der Bevölkerung bildeten die Rinderzucht, Weberei und Spinnerei. Im Jahre 1834 lebten in den 40 Häusern von Forst 263 deutschsprachige Bewohner. Im Dorf bestanden neben dem Schloss, das zugleich Amtssitz für die Güter Forst und Studenetz war, eine herrschaftliche Brauerei, eine Mühle, Schule, Kirche, Pfarrhaus und Leinwandbleiche. Die vereinigte Herrschaft umfasste die das Gut Forst bildenden Dörfer Forst und Lauterwasser sowie das Gut Studenetz mit den Ortschaften Studenetz, Lischnay, Klein Borowitz, Huttendorf und Anteilen von Mastig und Rownacow mit zusammen 4840 Einwohnern und 635 Häusern. Bis zur Mitte des 19. Jahrhunderts blieb Forst immer dem vereinigten Lehngut Forst und Allodialgut Studenetz untertänig.
Nach der Aufhebung der Patrimonialherrschaften bildete Forst / Foršt mit dem Forstbad ab 1850 eine Gemeinde im Gerichtsbezirk Hohenelbe bzw. im Bezirk Hohenelbe. Karl Berger von Bergenthal ließ 1880 das Forstbad zu einem Kurbad mit Kurhaus und Kolonnade ausbauen. Der Unternehmer Franz Kluge, der die Güter 1886 erworben hatte, setzte den Ausbau des Kurbades fort. Der tschechische Ortsname Fořt ist seit 1900 nachweislich. Zu Beginn des 20. Jahrhunderts begann der Niedergang des Kurbetriebes, als sich die Kurgäste vornehmlich den prosperierenden Kurstädten Špindlerův Mlýn und Janské Lázně zuwandten. Den endgültigen Niedergang brachte 1921 der Bau der Kunstseidenspinnerei der Ersten Böhmischen Kunstseide-Fabrik AG Theresienthal, der 1922 zur Einstellung des Kurbetriebes im Forstbad führte. Infolge des Münchner Abkommens wurde Forst 1938 dem Deutschen Reich angeschlossen und gehörte bis 1945 zum Landkreis Hohenelbe. Im Jahre 1930 hatte die Gemeinde 225 Einwohner, 1939 waren es 218.
Nach dem Zweiten Weltkrieg kam der Ort zur Tschechoslowakei zurück. Unmittelbar nach Kriegsende entstand 1945 in Lázně Fořt ein Sammellager für die Abschiebung von Deutschen aus dem Okres Vrchlabí. 1961 wurde Fořt nach Černý Důl eingemeindet, Lázně Fořt wurde der Gemeinde Rudník angegliedert. Infolge der Aufhebung des Okres Vrchlabí wurde Fořt mit Beginn des Jahres 1961 dem Okres Trutnov zugeordnet. Im Jahre 1991 hatte Fořt 75 Einwohner. Beim Zensus von 2001 wurden 29 Wohnhäuser und 42 Einwohner gezählt.

## Sehenswürdigkeiten
- Barocke Kirche der hl. Dreifaltigkeit, sie entstand 1769–1775 anstelle eines Vorgängerbaus von 1606. Die Gemeinde Černý Důl ist seit November 2007 Besitzer der Kirche. Im Jahre 2008 erfolgte die Instandsetzung des maroden Dachstuhls.
- Barocke Statue des hl. Johannes von Nepomuk auf dem Dorfplatz, geschaffen in der Mitte des 18. Jahrhunderts
- Schloss Fořt, der spätbarocke Bau entstand nach 1770 für Ignaz Dominik Chorinsky von Ledska. Im 19. und 20. Jahrhundert erfuhr das eingeschossige dreiflügelige Bauwerk mit Mansarddach kleinere klassizistische Umgestaltungen